# 22 for 30
«22 for 30» (с англ. — «22 за 30») — семнадцатая серия двадцать восьмого сезона мультсериала «Симпсоны». Впервые вышла 17 марта 2017 года в США на телеканале «Fox».

## Сюжет
Серия — это документальный фильм о подъёме и падении карьеры Барта Симпсона в баскетбольной команде Спрингфилдской начальной школы. Все началось с шутки, из-за чего Барта наказали «на целую вечность». Отбывая наказание, мальчик начинал бросать бумагу в мусорную корзину. Барту сняли наказание и взяли в школьную команду по баскетболу. Позже мальчик стал звездой баскетбола. Но затем Барт перестал думать о команде, он думал только о славе…
Гомер Симпсон стал тренером команды, но Барт не уважал его, что привело к некрасивым столкновениям между ними. Жирный Тони это заметил и придумал план обогащения как себя, так и Барта. Мафиози сообщали Барту, насколько баллов они хотят, чтобы команда Спрингфилдской начальной школы победила. Однако Барт не знал, что это он делает ради ставок, которые тогда мафия ставила и зарабатывала много денег, он думал, что делает это, чтобы насолить отцу.
Когда весь город возненавидел Барта за подставные игры, Жирный Тони сказал Барту вообще проиграть игру на городском Финале.
На игре Милхаус (бывший другим подставным игроком Жирного Тони) пытался удержать Барта от удара выигрышного удара, но не удалось. Команда Барта побеждает. Жирный Тони зол, но вдруг приходит Лиза и использует свои журналистские навыки, чтобы заставить Жирного Тони не наносить Барту вред. Когда босс банды был в возрасте Барта, он был третьеразрядным игроком единственной команды городской лиги, где он мог бы выступать — девичьей команды. Жирный Тони оставляет их, взамен на молчание об этом.
Дома Гомер и Мардж рассказывают документальной группе, что период расцвета Барта длился недолго, поскольку когда он встретил более высокого игрока, он понял, что он не так уж и хорош в баскетболе.
После нарезок того, что стало с персонажами, диктор рассказывает, что является папой Нельсона Эдди Манцом. В студии звукозаписи он дарит Нельсону рукава для его жилета и фотографируется со своей семьей, после чего опять исчезнет…

## Культурные отсылки и интересные факты
- Согласно вступлению серии «22 за 30» расшифровывается как «22 минуты, 22 продюсера, 30 рекламных роликов».
- Мелодию к сцене на диване, созданной Биллом Плимптоном, составили старый композитор мультсериала Альф Клаузен и Грэг Прэшел[1].

## Отзывы
Во время премьеры серию просмотрели 2,61 млн человек с рейтингом 1.1, что сделало её самым популярным шоу на канале Fox той ночью.
Деннис Перкинс из The A.V. Club дал серии оценку B.
Сайт «Bubbleblabber» оценил серию на 8/10.